# ابزار قانونی
ابزار حقوقی است که یک اصطلاح حقوقی به زبان حرفه ای حقوقی است که برای هر سند مکتوبی که قابل انتصاب به پدیدآورنده خاصی باشد به کار می‌رود. و نیز به معنای سوابق و قول رسمی است که بیانگر قابلیت اجرایی یک ماده قانونی یا روند هستند یا اشاره به وظایف قراردادی، تعهدات، حق و شواهدی که بیانگر یک عمل، روند یا توافق باشند می‌کند. نمونه ابزار قانونی شامل گواهی، سفته، برات، اوراق قرضه و قرارداد کار و یا  هر قانون تصویب شده توسط مقامات مقننه در شهرداری ها (داخلی) یا قوانین بین‌المللی است. بسیاری از ابزار قانونی به صورت مکتوب و مهر و موم شده هستند تا ص اصالت  آن‌ها تائید شود.